# Privilegium fori
Il privilegium fori è il diritto d'origine tardo-imperiale romana e rimasto in vigore nel Medioevo, che sottraeva il chierico alla competenza sia penale sia civile dei giudici civili per attribuirla soltanto al tribunale ecclesiastico del proprio vescovo.
Secondo la tradizione era stata la generosità di Costantino a sottrarre i chierici dalla competenza dei giudici laici e tale linea si era poi affermata in epoca bizantina. A livello teologico, il privilegium fori deriva dalla volontà stessa del Cristo di istituire la Chiesa come società perfetta. Questa dottrina fu spesso affermata dai Pontefici romani, non ultimo Pio IX nel Sillabo (1864).
Nel Medioevo il principio ebbe larga applicazione. Va detto infatti che in quest'epoca il principio dell'eguaglianza di tutti i cittadini davanti alla legge era ancora sconosciuto. La società era divisa in classi separate e non esisteva una normativa uniforme. Ad esempio, i mercanti dovevano essere giudicati dai mercanti e così via.